# Gran Salto Adelante
El Gran Salto Adelante (Chino simplificado:大跃进, Chino tradicional:大躍進, Pinyin: Dà yuè jìn) fue una campaña de medidas económicas, sociales y políticas implantadas en la República Popular China entre 1958 y 1962, durante el gobierno de Mao Zedong, con el objetivo de transformar la tradicional economía agraria china a través de una rápida industrialización y colectivización. El Gran Salto Adelante fue, junto con el movimiento de la comuna popular, el principal cambio al régimen rural chino en el siglo XX. Ambas políticas incluyeron la creación de las comunas populares, la prohibición de la agricultura privada, el impulso de los proyectos intensivos en mano de obra y la política llamada caminando con dos piernas, que combinaba las pequeñas y medianas iniciativas industriales, con los grandes emprendimientos, alejándose así del modelo soviético.
El punto de vista predominante en Occidente (Jasper Becker, Roderick MacFarquhar, Ansley Coale, John Aird, Judith Banister) y en el Partido Comunista de China a partir de la toma del poder por Deng Xiaoping, sostiene que el gran salto adelante constituyó un fracaso, causado en gran medida por errores políticos liderados por Mao Zedong, que causó la muerte por inanición de gran cantidad de campesinos, estimada entre 15 millones y 55 millones (Gran hambruna china). Una conferencia importante sobre los errores de política fue la «Conferencia de los 7000 cuadros» a principios de 1962. Además, decenas de presas construidas en Zhumadan, Henan, durante el gran salto adelante, colapsaron en 1975 bajo la influencia del tifón Nina y resultaron en una de las mayores catástrofes provocadas por el hombre en la historia, con un número estimado de muertes entre decenas de miles y 240 mil. Además de las muertes por hambre, millones también murieron por palizas, torturas y ejecuciones.  Más del treinta por ciento de todas las casas fueron destruidas durante la campaña por diversas razones.
Otros estudios menos críticos con Mao Zedong (Felix Greene, Han Dongping, Joseph Ball) han cuestionado el punto de vista predominante, sosteniendo que sus datos no son fiables y están sesgados ideológicamente, ya sea porque sus autores sostienen posturas anticomunistas o porque responden a los intereses de la nueva orientación política del Partido Comunista de China adoptada desde 1980.

## Antecedentes

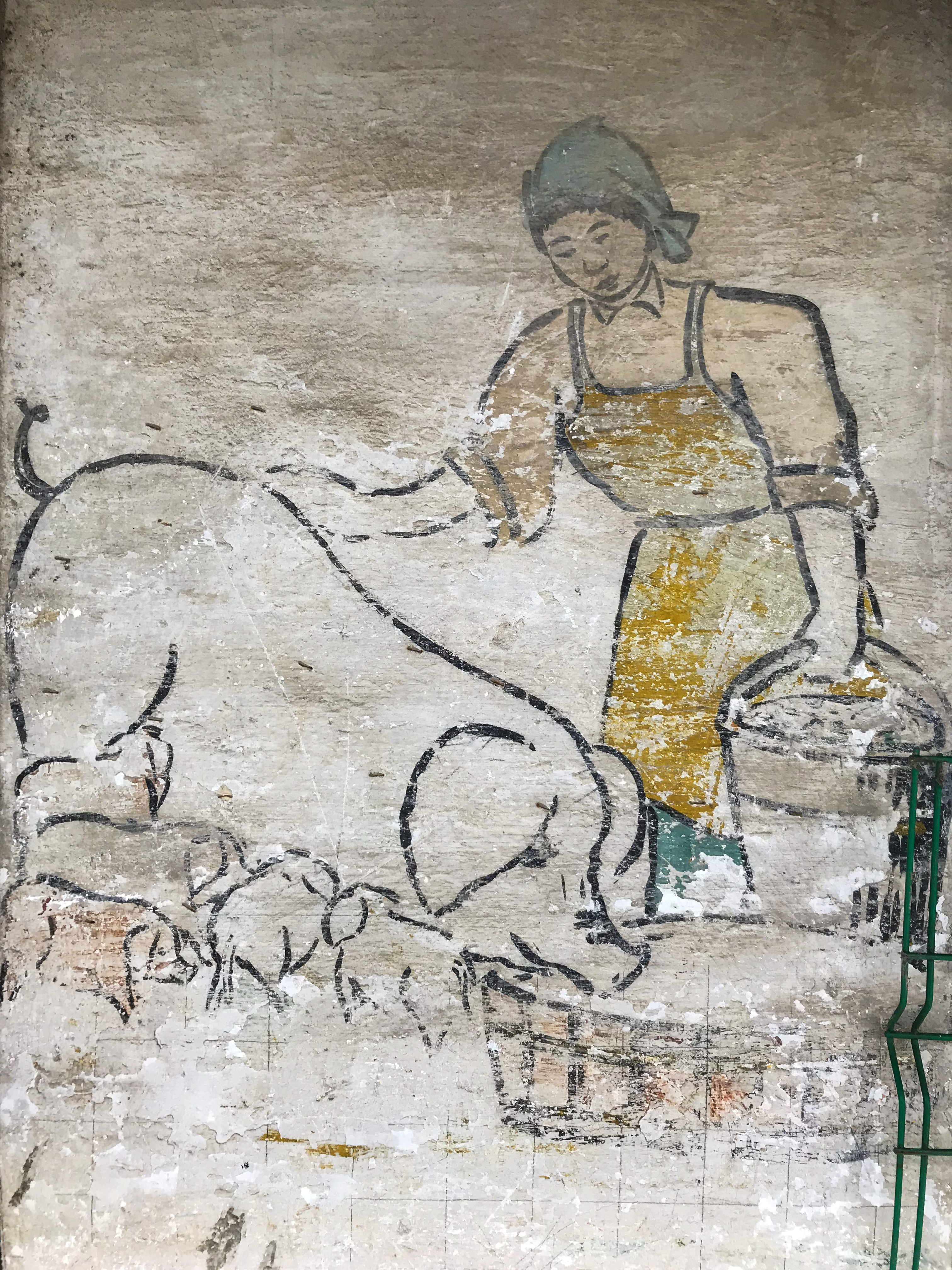
Una pintura de propaganda del Gran Salto Adelante en la pared de una casa rural en Shanghái.

Durante los años 1950, la República Popular China llevó a cabo un programa de distribución de la tierra y una industrialización con la ayuda técnica de la Unión Soviética. Las relaciones entre los dos gobiernos comunistas no eran buenas y los dirigentes chinos veían con preocupación la deuda contraída con la Unión Soviética y los intereses que la República Popular tenía que pagar. 
Durante el primer plan quinquenal del periodo 1953-1957, la República Popular China estableció tres objetivos. El primero de ellos consistía en elevar el crecimiento económico prestando especial atención al desarrollo de la industria pesada.En aras de cumplir el objetivo previo, se estatizaron gradualmente las fábricas privadas para facilitar el control estatal del proceso productivo.De forma más específica, el Partido Comunista instó a los dueños de las empresas a vender sus empresas al Estado o bien a iniciar empresas conjuntas con el Estado.Otro objetivo fue la modificación del sistema agrícola. Este objetivo contaba con cuatro fases. La primera de ellas se inició en 1952 con el desarrollo de los Equipos de Ayuda Mutua, que estaban formados por 10 casas, donde cada una poseía sus propias tierras e instrumentos, pero compartían los trabajos.La segunda se desarrolló entre los años 1954 y 1955. Fue denominada como Primera Fase de la Cooperativización de Productores Agrícolas. En ella, los trabajadores agrícolas formaban asociaciones voluntarias para trabajar la tierra, compartiendo sus animales y herramientas de trabajo. A la par, recibían un salario dependiendo de su trabajo.La tercera fase fue denominada Segunda Fase de la Cooperativización de Productores Agrícolas. En esta etapa de la colectivización de la agricultura, los ingresos dependían del trabajo de los agricultores siendo usado un sistema de "puntos de trabajo" para este fin.
El modelo de desarrollo soviético aplicado por la República Popular durante el Primer Plan Quinquenal (1952-1957), aunque había estimulado el desarrollo industrial y el crecimiento económico, no parecía sostenible debido a la presión sobre el medio rural, que perdía población debido a la emigración a las ciudades, y a las inversiones necesarias, que solo podían hacerse gracias a los préstamos soviéticos, que aumentaban la dependencia del régimen chino.
A partir de 1949, el gobierno de la República Popular China autorizó un sistema de participación obrera en la gestión de las empresas estatales, creando así comités administrativos de fábrica liderados por el director de fábrica. Los comités estaba integrados de una gran variedad de formas y podían incluir técnicos, personal militar, obreros de planta, y miembros del partido comunista. 
A mediados de la década de 1950 la situación en China se había estabilizado y la amenaza de las guerras de Corea y de Vietnam (la guerra francesa) había desaparecido. Las personas percibidas como capitalistas fueron expropiadas en 1952 y 1953; los disidentes, tanto de izquierda como del Kuomintang, encarcelados. Por primera vez en varias generaciones, China parecía tener un gobierno fuerte y estable. Sin embargo, Mao Zedong se alarmó por los términos usados por Nikita Jrushchov en el Vigésimo Congreso del Partido Comunista de la Unión Soviética. Mao percibió que lejos de alcanzar y adelantar a Occidente, la economía soviética se estaba quedando atrasada. Ante las sublevaciones ocurridas en Alemania del Este, Polonia y Hungría, y la Unión Soviética buscando la coexistencia pacífica, que Mao percibió como una capitulación soviética ante el poder imperialista de Occidente, preparó al PCCh para avanzar solo.

## El Gran Salto Adelante

La campaña nacional para producir más acero durante el Gran Salto Adelante.

El Gran Salto Adelante tomó diferentes elementos de la historia de la URSS para combinarlos en una única y original fórmula china. Colectivizaciones al estilo del tercer periodo, estajanovismo de principios de los años 1930, la guardia popular creada por Nikita Jruschov en 1959[cita requerida], y la política original china de crear comunas como unidades económicas autosuficientes, que incorporaban la industria ligera junto a proyectos de infraestructuras. Se pensaba que a través de la colectivización y el trabajo en masa, la producción china de acero sobrepasaría la del Reino Unido en quince años.
También influyó la herencia histórica de China, en la que la lealtad de las autoridades locales al centro de poder se demostraba obteniendo buenos resultados en la implantación de las políticas impulsadas por este, al igual que hacía la pequeña aristocracia rural en los tiempos imperiales. Esto generaba una competencia entre las autoridades locales para informar de lo bien que se estaban cumpliendo las órdenes, lo que generaba informes demasiado optimistas, o francamente falsos. Por otro lado, la docilidad del campesinado chino y el culto a la personalidad en la figura de Mao y la confianza que el pueblo sentía hacia él, llevó a estos campesinos a un paroxismo colectivo de trabajo ininterrumpido.
En la provincia de Henan se estableció una comuna experimental a principios de 1958, y pronto el modelo se fue extendiendo por el país. Las comunas empezaron a implantarse masivamente, ya sea mediante la ejecución de órdenes directas o mediante la violencia. Decenas de millones de personas en los campos y pequeñas ciudades fueron movilizadas para producir un único producto, símbolo de la industrialización, el acero. Se crearon aproximadamente 25.000 comunas en 1958, con alrededor de 5000 familias en cada una de ellas.
La idea del gobierno chino era industrializar el país y aumentar la producción agrícola haciendo uso del trabajo en masa, evitando así tener que importar maquinaria pesada. El efecto más visible desde el extranjero fue la campaña de creación de pequeños altos hornos en el patio de casa para la fundición de acero que se construyeron en cada comuna. En octubre de 1958 se informaba de la creación de un millón de estos. Incluso en las fábricas, escuelas y hospitales los trabajadores cualificados abandonaban su trabajo para destinar parte de su tiempo a producir acero. Al mismo tiempo, los campesinos eran sujetos a una colectivización obligatoria de manera análoga a la impuesta en la URSS en 1934.
Pese a la propaganda oficial, el acero producido por estos hornos artesanales era en gran parte inservible debido a la mezcla de diferentes metales durante su elaboración. De hecho, las autoridades nunca capacitaron a los campesinos para realizar tareas básicas de fundición, además que un acero de buena calidad necesitaba de plantas siderúrgicas dotadas de la tecnología adecuada. Pese a esto, las autoridades del Partido Comunista Chino se abstuvieron de contrariar los deseos de Mao Zedong e impulsaron la fundición masiva de artículos de metal, para transformarlos en un acero de pésima calidad.
La fabricación de acero vino aparejada de una colectivización obligatoria que reunió a los campesinos chinos en inmensas comunas destinadas a trabajos agrícolas y a la ejecución de obras ordenadas por el gobierno. La colectivización causó que gran número de campesinos chinos perdieran casi todas sus pertenencias privadas, inclusive artículos personales, por las ansias del gobierno de suprimir el individualismo contrarrevolucionario;[cita requerida] la improvisación y desorientación entre las autoridades locales causó que la fuerza de trabajo de miles de campesinos se desperdiciara en obras inútiles o irrelevantes, mientras que la exigencia de quintuplicar la producción agrícola condujo a situaciones de explotación laboral de campesinos en las comunas.[cita requerida] La colectivización impidió también que la vida cotidiana de la China rural se mantuviera, al suprimir costumbres como los mercados de aldea, las bodas tradicionales, los trueques de bienes, etc.
Ante el miedo de la represión política del Partido Comunista de China en caso de que las autoridades locales no cumplieran con las metas asignadas, la producción de alimentos fue sobredimensionada, siendo que las autoridades regionales manipulaban las cifras para satisfacer al gobierno de Pekín y este a su vez aceptaba de buen grado las proyecciones optimistas para evitar toda autocrítica al proyecto.[cita requerida] La producción así obtenida era usada esencialmente para su exportación a la URSS, como medio de pagar la deuda contraída con ese país y obtener divisas; el remanente era destinado a la población urbana.
Un resultado trágico fue que como consecuencia de esta manipulación de números el gobierno de Mao Zedong impuso cuotas de producción cada vez mayores a las comunas campesinas, que debían entregar a las autoridades cantidades mayores de alimentos, dejando a los propios trabajadores de las comunas sin cosechas para su propia subsistencia.[cita requerida]

## Consecuencias
| Muertes (millones) | Autores          | Año  |
| ------------------ | ---------------- | ---- |
| 23                 | Peng             | 1987 |
| 27                 | Coale            | 1984 |
| 30                 | Ashton, et al.   | 1984 |
| 30                 | Banister         | 1987 |
| 30                 | Becker           | 1996 |
| 32.5               | Cao              | 2005 |
| 36                 | Yang             | 2008 |
| 38                 | Chang y Halliday | 2005 |
| 38                 | Rummel           | 2008 |
| 42 mínimo          | Dikötter         | 2010 |
| 43 a 46            | Chen             | 1980 |

La consecuencia más evidente fue la muerte de millones de personas, que algunos historiadores cifran en incluso 30 millones, la mayoría de ellos niños muy jóvenes que apenas llegaban a los diez años de edad. Estos fallecimientos estuvieron provocados por la terrible hambruna que asoló el país. La causa principal del hambre fueron la pésima administración de la economía, sumada a  la mala cosecha de aquellos años, ocasionada por algunas catástrofes naturales y climáticas que arrasaron China durante los años en los cuales se llevó a cabo el Gran Salto Adelante. A pesar de que la propaganda del gobierno de Mao culpara a las "catástrofes naturales", el principal motivo de la hambruna fue reasignar la mano de obra de la producción agrícola privada a manos de pequeños productores a la producción de acero de pésima calidad que era generalmente inservible y tenía un valor prácticamente nulo.
China no recuperó las cifras de producción agrícola e industrial anteriores a 1958 hasta 1964. El fracaso del Gran Salto Adelante hizo que Mao renunciara en 1958 a la presidencia, que pasó a manos de Liu Shaoqi, que inició una política de liberalización para cultivar parcelas privadas, vender productos en mercados rurales y producir en talleres artesanales. El fracaso del salto trajo consigo como consecuencia críticas en especial por parte de Peng Dehuai, ministro de Defensa, convencido de que había que oponerse a la política de Mao calificándola de "fanatismo pequeñoburgués". Mao contraatacó calificando a todos aquellos que habían criticado su política de "demócratas burgueses" y se les acusó de culpables por conspiraciones contra el partido. Este recelo no terminó ahí: Mao continuó su ataque con la posterior Revolución Cultural de la que no solo se sirvió para cambiar la estructura de partido a la que consideraba aburguesada y simpatizante del capitalismo, sino también para mantener vivo el espíritu de revolución y recuperar la influencia que había perdido tras el fracaso del gran salto.

### Causas y responsables de la hambruna
Las políticas del Gran Salto Adelante, el fallo del gobierno a responder rápida y efectivamente a condiciones de hambruna, así como también la insistencia de Mao en mantener altas cuotas de exportación de granos frente a clara evidencia de producción agricultora fueron los causantes de la hambruna.
Yang Jisheng, un miembro del Partido Comunista y reportero de la agencia de noticias oficial Xinhua, culpa totalmente a las políticas maoístas, como hacer que los trabajadores del sector de la agricultura se dedicaran a la producción de acero a la vez que se exportaban granos.  Durante su investigación, Yang descubrió que 22 millones de toneladas de granos se estaban manteniendo en graneros públicos durante el período más fuerte de la hambruna, informes de gente sufriendo de inanición pasaron por el sistema burocrático y fueron ignorados por oficiales de alto rango y las autoridades ordenaron que las estadísticas fueran destruidas en regiones donde la disminución de la población se volvía evidente.
El economista Steven Rosefielde argumenta que la investigación de Yang: "...muestra que la matanza de Mao fue causada en parte considerable por inanición-terror; es decir, homicidio voluntario (y tal vez asesinato), en vez de una hambruna inofensiva". Yang señala que a los oficiales del partido no les importaba que numerosas cantidades de personas estuvieran muriendo a su alrededor, ya que su preocupación principal era la entregar granos, los cuales Mao quería utilizar para pagar deudas a la URSS que llegaban a 1.973 billones de yuanes. En Xinyang, la gente moría de hambre en las puertas de los almacenes de granos. Mao se negó a abrir los graneros del estado mientras que descartaba los informes de escasez de alimentos y acusaba a los campesinos de esconder granos.
De su investigación sobre registros y charlas con expertos en el Buró de Meteorología, Yang concluye que las condiciones climáticas durante el Gran Salto Adelante no fueron inusuales en comparación con otros períodos y que no fueron un factor influyente.
Yang también cree que la separación sino-soviética no fue un factor, ya que no ocurrió hasta el año 1960, cuando la hambruna hacía tiempo que había comenzado. Según Frank Dikötter, Mao y el partido comunista sabían que algunas de sus medidas estaban contribuyendo a la hambruna.